# Іст-Барр (Вермонт)
Іст-Барр (англ. East Barre) — переписна місцевість (CDP) в США, в окрузі Вашингтон штату Вермонт. Населення — 811 особа (2020).

## Географія
Іст-Барр розташований за координатами 44°8′54″ пн. ш. 72°26′58″ зх. д. / 44.14833° пн. ш. 72.44944° зх. д. (44.148340, -72.449497).  За даними Бюро перепису населення США в 2010 році переписна місцевість мала площу 6,96 км², з яких 6,92 км² — суходіл та 0,04 км² — водойми.

## Демографія
Згідно з переписом 2010 року, у переписній місцевості мешкало 826 осіб у 332 домогосподарствах у складі 229 родин. Густота населення становила 119 осіб/км².  Було 356 помешкань (51/км²).
Расовий склад населення:
| - 97,7 % — білих - 1,2 % — чорних або афроамериканців - 0,1 % — корінних американців - 0,1 % — азіатів |

До двох чи більше рас належало 0,5 %. Частка іспаномовних становила 2,1 % від усіх жителів.
За віковим діапазоном населення розподілялося таким чином: 25,7 % — особи молодші 18 років, 59,9 % — особи у віці 18—64 років, 14,4 % — особи у віці 65 років та старші. Медіана віку мешканця становила 38,4 року. На 100 осіб жіночої статі у переписній місцевості припадало 97,1 чоловіків;  на 100 жінок у віці від 18 років та старших — 94,9 чоловіків також старших 18 років.
Середній дохід на одне домашнє господарство  становив 84 790 доларів США (медіана — 97 614), а середній дохід на одну сім'ю — 92 467 доларів (медіана — 101 875). 
Цивільне працевлаштоване населення становило 588 осіб. Основні галузі зайнятості: освіта, охорона здоров'я та соціальна допомога — 30,4 %, виробництво — 19,7 %, мистецтво, розваги та відпочинок — 13,1 %, роздрібна торгівля — 9,9 %.